# Вир Росса

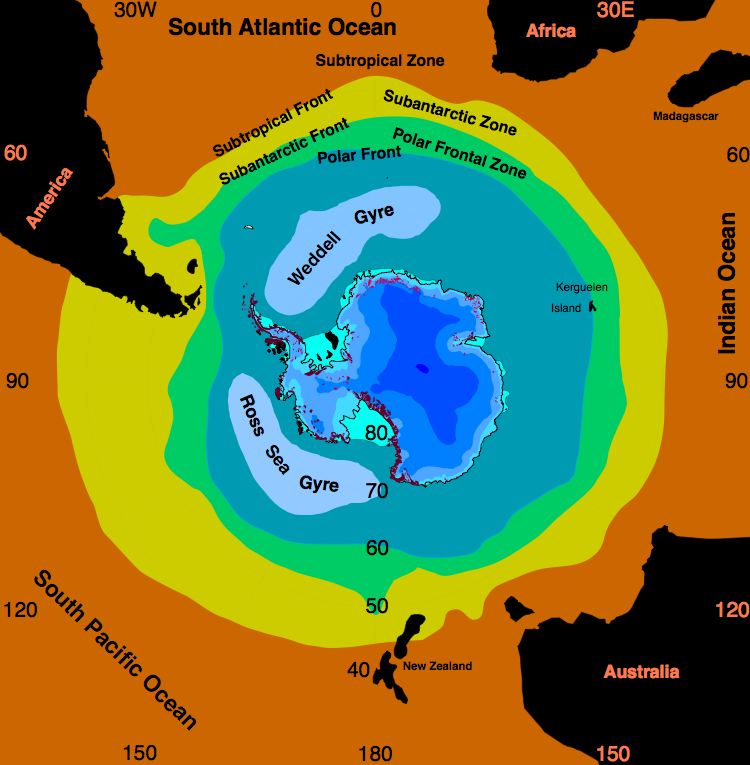
Розташування водове́рті Росса в морі Росса

Вир Росса — одна із двох круговертів, які існують у Південному океані. Круговорот розташований у морі Росса і обертається за годинниковою стрілкою. Коловорот утворений взаємодією між Антарктичною циркумполярною течією та Антарктичним континентальним шельфом. Помічено, що морський лід зберігається в центральній частині круговороту.
Є деякі докази того, що глобальне потепління призвело до деякого зниження солоності вод виру Росса з 1950-х років.